# Elisha Mathewson

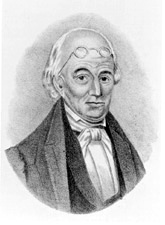
Elisha Mathewson

Elisha Mathewson (* 18. April 1767 in Scituate, Providence County, Colony of Rhode Island and Providence Plantations; † 14. Oktober 1853 ebenda) war ein US-amerikanischer Politiker (Demokratisch-Republikanische Partei), der den Bundesstaat Rhode Island im US-Senat vertrat.
Nachdem er seine akademische Ausbildung abgeschlossen hatte, fungierte Elisha Mathewson zunächst als Friedensrichter in seinem Heimatort Scituate. Außerdem betätigte er sich in der Landwirtschaft. Als James Fenner von seinem Amt als US-Senator zurücktrat, um Gouverneur von Rhode Island zu werden, wurde Mathewson zu seinem Nachfolger gewählt. Er nahm sein Mandat in Washington zwischen dem 26. Oktober 1807 und dem 3. März 1811 wahr.
Danach war er wieder hauptsächlich als Landwirt aktiv. 1821 übernahm Mathewson als Abgeordneter im Repräsentantenhaus von Rhode Island noch einmal ein politisches Mandat und war dabei auch Speaker der Parlamentskammer. Im Jahr 1822 gehörte er dann noch dem Staatssenat an. Zum Zeitpunkt seines Todes im Oktober 1853 war er der älteste noch lebende ehemalige US-Senator.